# Parasia
Parasia is een census town in het district Paschim Bardhaman van de Indiase staat West-Bengalen.

## Demografie
Volgens de Indiase volkstelling van 2001 wonen er 8.684 mensen in Parasia, waarvan 56% mannelijk en 44% vrouwelijk is. De plaats heeft een alfabetiseringsgraad van 55%.